# Rocas Contrast
Las Rocas Contrast (en inglés: Contrast Rocks) (54°4′S 36°57′O / -54.067, -36.950) son un pequeño grupo de rocas ubicadas a un kilómetro al este de la punta Antarctic, en la costa norte de Georgia del Sur. El grupo fue trazado y nombrado en el período 1926-1930 por el personal de Investigaciones Discovery.